# シチジン三リン酸
シチジン三リン酸（シチジンさんりんさん、Cytidine triphosphate）は、ピリミジンヌクレオチド の一つである。CTPはRNA合成の基質の一つでもある。 通常は5'位に三リン酸を持つシチジン‐5'‐三リン酸を指す。生合成的には酵素によりUTPがアミノ化されて産生される。
CTPは ATP,と同様に高エネルギー結合を持つがATPのような生体での際立った役割は持たない。CTPはエネルギー源として使用され、レシチンやホスファチジルエタノールアミンなとグリセロリン脂質合成やたんぱく質のグリコシル化などの代謝反応に際して担体や活性体として働いている。また，ホスホコリンやホスホエタノールアミンは酵素的にシチジン三リン酸と反応して、シチジン二リン酸コリン(CDP-choline)やシチジン二リン酸エタノールアミンを生成する。